# Доньки дансингу
«Доньки дансингу» (пол. Córki dancingu) — польський фентезійний фільм-трилер, знятий Агнешкою Смочиньською. Світова прем'єра стрічки відбулась 22 січня 2016 року на Санденському міжнародному кінофестивалі. Фільм розповідає про двох русалок, які стають танцювальними зірками Варшави.

## У ролях
- Марта Мазурек — Срібна
- Михалина Ольшанська — Золота
- Кінга Прейс
- Анджей Конопка
- Якуб Гершал
- Зигмунт Малянович

## Визнання
| Нагороди та номінації фільму «Доньки дансингу» | Нагороди та номінації фільму «Доньки дансингу» | Нагороди та номінації фільму «Доньки дансингу» | Нагороди та номінації фільму «Доньки дансингу» | Нагороди та номінації фільму «Доньки дансингу» | Нагороди та номінації фільму «Доньки дансингу» |
| Рік                                            | Кінопремія / Кінофестиваль                     | Категорія / Нагорода                           | Номінант                                       | Результат                                      |                                                |
| ---------------------------------------------- | ---------------------------------------------- | ---------------------------------------------- | ---------------------------------------------- | ---------------------------------------------- | ---------------------------------------------- |
| 2016                                           | Гдинський кінофестиваль                        | Найкращий дебютний фільм                       | «Доньки дансингу»                              | Перемога                                       |                                                |
| 2016                                           | Гдинський кінофестиваль                        | Найкращий грим                                 | «Доньки дансингу»                              | Перемога                                       |                                                |
| 2016                                           | Единбурзький міжнародний кінофестиваль         | Найкращий фільм                                | «Доньки дансингу»                              | Номінація                                      |                                                |
| 2016                                           | Нешвілльський кінофестиваль                    | Гран-прі                                       | «Людожери»                                     | Номінація                                      |                                                |
| 2016                                           | Нешвілльський кінофестиваль                    | Найкраща акторка                               | Марта Мазурек                                  | Перемога                                       |                                                |
| 2016                                           | Нешвілльський кінофестиваль                    | Нагорода імені Стівена Голдмана                | «Доньки дансингу»                              | Перемога                                       |                                                |
| 2016                                           | Одеський міжнародний кінофестиваль             | Найкращий фільм                                | «Доньки дансингу»                              | Номінація                                      |                                                |
| 2016                                           | Санденський міжнародний кінофестиваль          | Гран-прі (драма)                               | «Доньки дансингу»                              | Номінація                                      |                                                |
| 2016                                           | Санденський міжнародний кінофестиваль          | Спеціальний приз журі                          | «Доньки дансингу»                              | Перемога                                       |                                                |
| 2016                                           | Сіетлський міжнародний кінофестиваль           | New Directors                                  | «Доньки дансингу»                              | Номінація                                      |                                                |
| 2016                                           | Софійський міжнародний кінофестиваль           | Приз молодіжного журі                          | «Доньки дансингу»                              | Перемога                                       |                                                |
| 2016                                           | Fantasporto                                    | Найкращий фільм                                | «Доньки дансингу»                              | Перемога                                       |                                                |
| 2016                                           | Fantasporto                                    | Найкращий режисер                              | Агнешка Смочиньська                            | Перемога                                       |                                                |
| 2016                                           | Fantasporto                                    | Найкращі візуальні ефекти                      | «Доньки дансингу»                              | Перемога                                       |                                                |